# Çamyurt
Çamyurt ist ein Dorf im Landkreis Midyat der türkischen Provinz Mardin. Çamyurt liegt etwa 47 km nordöstlich der Provinzhauptstadt Mardin und 35 km westlich von Midyat. Çamyurt hatte laut der letzten Volkszählung 259 Einwohner (Stand Ende Dezember 2009).